# Боярський Михайло Сергійович
Михáйло Сергі́йович Боя́рський (рос. Михаил Сергеевич Боярский; нар. 26 грудня 1949, Ленінград, РРФСР, СРСР) — радянський та російський актор театру і кіно, музикант та співак, народний артист РРФСР (1990). У 1998—2007 рр. — художній керівник створеного ним театру «Бенефіс» в Санкт-Петербурзі.
Підтримує путінський режим та війну Росії проти України. Занесений до переліку осіб, що створюють загрозу нацбезпеці України.
Підписав колективне звернення «Діячі культури Росії — на підтримку позиції Президента по Україні та Криму». Фігурант центру бази «Миротворець». В Україні заборонена творчість за участю Михайла Боярського.

## Життєпис
Народився 26 грудня 1949 року в театральній родині.
Рід Боярських має українські та польські корені. Прадід актора носив прізвище Сегенюк, дід актора Олександр Іванович, ставши священником, змінив прізвище на материнське.
Батько Сергій і дядько Микола Боярські були провідними акторами театру імені Коміссаржевської, мати була актрисою Театру комедії. Батьки хотіли бачити сина музикантом і віддали його в музичну школу при консерваторії по класу фортепіано. Проте після закінчення школи Михайло вирішив вступати до Ленінградського інституту театру, музики та кінематографії та, успішно склавши вступні іспити, був зарахований до інституту.
1972 року, після закінчення інституту, був прийнятий в трупу Ленінградського державного драматичного театру ім. Ленсовета (з 1992 року — Санкт-петербурзький Відкритий театр).
За роки роботи в Театрі імені Ленсовета актор зіграв безліч помітних ролей, у тому числі у виставах «Дульсінея Тобосська» (Луїс), «Люди й пристрасті» (відразу три ролі), «Снігова королева» (Радник), «Станція» (Осман), «Місис Пайпер веде слідство», «Тригрошова опера» (Меккі-ніж) та багатьох інших.
У кіно дебютував ще бувши школярем, знявшись у короткометражному фільмі «Обережно, сірники». Цей же дебют актора відбувся 1974 року, у фільмі режисера Леонід Квініхідзе «Солом'яний капелюшок». Однак популярність прийшла до Боярського 1975 року, коли на екрани вийшов двосерійний телефільм Віталія Мельникова «Старший син» за п'єсою Олександра Вампілова, в якому Михайло Боярський в парі з Миколою Караченцовим зіграв одну з головних ролей — Семена на прізвисько Сільва.
Після цього успіху в кіно стала майже мінятися і кар'єра актора в театрі. Він отримав кілька цікавих ролей у низці спектаклів, а потім був затверджений і на головну роль — Трубадура в мюзиклі «Трубадур і його друзі», де роль Принцеси грала молода актриса Лариса Луппіан, що стала згодом дружиною Боярського.
У 1977 році знявся у музичному фільмі «Собака на сіні», знятому за п'єсою Лопе де Вега (режисер Ян Фрід).
Зірковий час актора в кінематографі настав у 1978 році, коли на екрани країни вийшов фільм Георгія Юнгвальд-Хилькевича «Д'Артаньян і три мушкетери», в якій Боярський виконав роль д'Артаньяна. За роботу в цьому фільмі 1984 року йому надали звання Заслуженого артиста РРФСР. Згодом Михайло Боярський зіграв роль Д'Артаньяна ще в трьох картинах — продовженнях фільму про мушкетерів — «Мушкетери двадцять років по тому» (1992), «Таємниці королеви Анни, або Мушкетери тридцять років потому» (1993) «Повернення мушкетерів» (2009).
Актор знявся в багатьох фільмах, зокрема «Новорічні пригоди Маші та Віті», «Мама», «Сватання гусара», «Людина з бульвару Капуцинів», «В'язень замку Іф», «Гардемарини, вперед!», «Віват, гардемарини!», «Дон Сезар де Базан», «Божевільний», «Тартюф», «Королева Марго», «Плачу вперед», «Ідіот», «Тарас Бульба» та інших.
Також озвучує музичні й мультиплікаційні фільми. Озвучив мультфільми «Летючий корабель», «Блакитне цуценя», «Розлучення», «Нові Бременські» та інші.
У багатьох фільмах актор виконував пісні, що стали згодом шлягерами, з якими Боярський виступає на естраді. Уперше він заспівав в дитячому музичному фільмі «Новорічні пригоди Маші та Віті», потім у музичній казці «Мама». А пісні «Пока-пока-покачивая…», «Пуркуа па» й інші з фільму «Три мушкетери» стали справді народними. Також запам'яталися глядачам пісні з дитячого фільму «Вище райдуги». Боярський співав у фільмах: «Куди він дінеться!», «Гумма-гам», «Людина з бульвару Капуцинів», «Дон Сезар де Базан».
Був автором телепередач «Доміно» і «Боярський двір», а також одним з ведучих програми «Білий папуга».
1986 року пішов із Театру імені Ленсовета й організував власний театр — Ленінградський державний музично-драматичного театру «Бенефіс», який не тільки об'єднав у собі кілька естрадних колективів, ляльковий театр, рок-групи, але і зайнявся організацією гастролей відомих артистів Росією. Першою постановкою цього театру став спектакль «Інтимне життя», який 1997 року завоював приз за найкращий акторський ансамбль на міжнародному фестивалі «Зимовий Авіньйон». У виставі беруть участь чотири актори: Лариса Лупіан, Сергій Мігіцко і Ганна Алексахіна.
2007 року уряд Петербурга закрив театр «Бенефіс», яким керував Михайло Боярський, мотивуючи це тим, що будинок перебував в аварійному стані, а в міста немає коштів на його ремонт. Було вирішено приміщення на Мойці продати для залучення приватного інвестора. Нового місця для театру не запропонували. Однак найзначиміші проєкти театру, такі як хоровий фестиваль «Співочий Пітер» і спектакль «Інтимне життя» перейшли у відання фонду «Бенефіс», створеного 2003 року.

## Громадянська позиція

### На регіональному рівні
У 2003 році підтримував Валентину Матвієнко під час передвиборчої кампанії з виборів губернатора Санкт-Петербурга. Неодноразово виступав на підтримку проекту будівництва хмарочоса Газпром-сіті (з 2007 року — «Охта-центр»). Знімався в рекламних роликах цього проекту. У 2009 році виступив з відкритим листом до президента Дмитра Медведєва за будівництво «Охта-центру». У той же час багато жителів міста активно виступали проти проекту, і в грудні 2010 року рішення про його спорудження на історичному Охтинському мисі було скасовано.
Панегіриком Г. С. Полтавченку став його відгук про звіт губернатора 2013 року: «За штурвалом стоїть справжній ватажок, за штурвалом нашого міста. Це справжній петербуржець, закоханий у місто, напрочуд працездатний, який торкнувся всіх проблем нашого міста, який компетентний у всіх шарах наших проблем…».

### На федеральному рівні
На президентських виборах 1996 року агітував за Бориса Єльцина, беручи участь у програмі «Голосуй, або програєш». У 2001 році підписав листа на захист телеканалу НТВ.

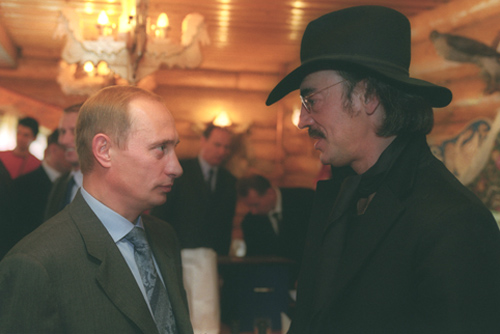
Михайло Боярський та Володимир Путін,
7 жовтня 2000 року

Підтримує політику, що проводиться Президентами Володимиром Путіним та Дмитром Медведєвим. Зокрема, приписує В. В. Путіну відкриття кордонів країни на початку 1990-х років:
К. Ларіна: — Це не Путін відкрив кордони, вибачте.

М. Боярський: — А хто ж це зробив?

К. Ларіна: — Кордони? По-моєму, у нас, все-таки, кордони відкриті були після 1990 року.

М. Боярський: — Так от і вважайте, що з цього часу він вже почав впливати на це…

К. Ларіна: — Володимир Путін?

М. Боярський: — Володимир Володимирович, так. І тепер стало можливим навчання в будь-якій країні…— Інтерв'ю на радіостанції «Ехо Москви», програма «Дифірамб»
За власним визнанням, є консерватором та прихильником монархії, противником комуністичних поглядів.
…я цілком і повністю за Путіна, за його наступника, за те, щоб так розвивалася країна, як вони задумали. Для мене це дуже важливо, я просто вражений тими відсотками, якими володіє комуніст Зюганов. Вже скільки можна на граблі наступати, для мене це просто загадково. Саме тому я не зміг собі дозволити не піти і не проголосувати за Медведєва. Я категорично проти будь-яких комуністичних пропозицій. Ось вже тоді не буде ні Газпрому, ні чого-небудь іншого, ні ковзанок, ні спорту. Будуть хрущовки, будуть підірвані церкви, буде всім порівну. Зюганов більшу частину собі забере, за номенклатурною звичкою. Тому я категорично проти цього. <…> Треба було заборонити цю партію давним-давно.— Інтерв'ю на радіостанції «Ехо Москви», програма «Дифірамб» з Ксенією Ларіною, 2008 рік
6 лютого 2012 року був офіційно зареєстрований як довірена особа кандидата в Президенти РФ і діючого прем'єр-міністра Володимира Путіна.
11 березня 2014 року підтримав позицію Володимира Путіна щодо російської агресії в Криму, підписавши колективне звернення до російської громадськості «Діячі культури Росії — на підтримку позиції Президента по Україні та Криму».
8 серпня 2015 року Боярський внесений до «Чорного списку Міністерства культури України».
Фігурант бази даних центру «Миротворець» як особа, що становить загрозу національній безпеці України й міжнародному правопорядку. 
Підтримав рішення президента РФ про визнання ДНР та ЛНР та підтримав повномасштабний наступ Росії на Україну.

## Відзнаки та нагороди
- 1990 року Михайла Боярського нагородили званням Народного артиста Росії.
- Лауреат Санкт-Петербурзької незалежної акторської премії імені Владислава Стржельчика (2000).
- Нагороджений Орденом Дружби (2001).

## Сімейний стан
- Дружина Луппіан Лариса Регінальдівна — радянська і російська актриса театру і кіно. Народна артистка Російської Федерації (1999). 
  - Син Боярський Сергій Михайлович — випускник економічного факультету Ленінградського університету,  російський державний та політичний діяч. Депутат Державної Думи Федеральних зборів Російської Федерації VII та VIII скликань, перший заступник голови комітету Державної Думи з інформаційної політики, інформаційних технологій та зв'язку з 5 жовтня 2016 року. Секретар Санкт-Петербурзького регіонального відділення партії «Єдина Росія» з 24 грудня 2021 року. Член Президії Генеральної ради партії «Єдина Росія». Через вторгнення Росії в Україну знаходиться під міжнародними санкціями Євросоюзу, США, Великобританії та низки інших країн. Фігурант бази даних центру «Миротворець»[16]. 
    - Онуки Катерина та Олександра.

  - Дочка Боярська Єлизавета Михайлівна, продовжила акторську династію. Заслужена артистка Російської Федерації (2018). Фігурант бази даних центру «Миротворець»[17].
    - Онуки Андрій та Григорій.

## Фільмографія
- 1971 — Тримайся за хмари — конвоїр
- 1973 — Мости — Гіцу
- 1973 — Приборкання норовливої (фільм-спектакль) — слуга Петруччо
- 1974 — Зайвий день у червні — Сем Пенто
- 1974 — Солом'яний капелюшок — синьйор Нінарді
- 1975 — Зірка привабливого щастя — А. І. Якубовіч, декабрист
- 1975 — Новорічні пригоди Маші і Віті — дикий Кіт Матвій
- 1975 — Старший син — Сільва, Севастьянов Семен Парамонович
- 1976 — Дикий Гаврило
- 1976 — Мама — Вовк
- 1976 — Сентиментальний роман — Акопян, редактор газети
- 1977 — Як Іванко-дурник по диво ходив — конокрад
- 1977 — Собака на сіні — Теодоро
- 1977 — У нас новенька (короткометражний) — Петро, гітарист
- 1978 — Міська фантазія
- 1978 — Зубожіле королівство (фільм-спектакль) — Люцифер
- 1978 — Комісія з розслідування — Борис Майорець
- 1978 — Поки божеволіє мрія — Джеггер
- 1978 — Полковник Шабер (фільм-спектакль) — Годешаль
- 1979 — А я йду (короткометражний) — співак
- 1979 — Бабусі надвоє сказали... — камео
- 1979 — Д'Артаньян та три мушкетери — Д'Артаньян
- 1979 — Люди і пристрасті (фільм-спектакль)
- 1979 — Піна — фотограф
- 1979 — Сватання гусара — Іван Федорович Налімов
- 1980 — Незрівняний Наконечников (короткометражний) — Вадим Едуардів
- 1980 — Шлях до медалей — Михайло Бартенєв
- 1981 — Душа — Вадим Саричев
- 1981 — Затишшя — Стельчінський
- 1981 — Куди він дінеться! — Геннадій
- 1981 — Відпустка за свій кошт
- 1982 — Зайвий квиток — Володя
- 1982 — Митниця — Юрій Хорунжий
- 1983—1985 — Золота рибка (фільм-спектакль)
- 1984 — Разом з Дунаєвським
- 1984 — Герой її роману
- 1984 — Пеппі Довгапанчоха — капітан Довгапанчоха, батько Пеппі
- 1985 — Блакитні міста
- 1985 — Гум-Гам (фільм-спектакль) — Михайло
- 1985 — Сезон див — друг Вадима
- 1986 — Вище Радуги — батько Аліка Веселки
- 1987 — Гардемарини, вперед! — шевальє Де Бриль
- 1987 — Людина з бульвару Капуцинів — Чорний Джек
- 1988 — Поговоримо про етикет
- 1988 — В'язень замку Іф — Фернан Мондего, граф де Морсер
- 1989 — Дон Сезар де Базан — Дон Сезар де Базан
- 1989 — Мистецтво жити в Одесі — гіпнотизер
- 1991 — Віват, гардемарини! — Шевальє Де Бриль
- 1991 — Божевільні — Микола I
- 1992 — Мушкетери двадцять років потому — Д'Артаньян
- 1992 — Тартюф — Тартюф
- 1993 — Таємниця королеви Анни, або Мушкетери тридцять років потому — Д'Артаньян
- 1995 — Журавлина в цукрі — Мещеряков
- 1996 — Королева Марго — Морвель
- 1998 — Зал очікування — Віктор Миколайович Селезньов
- 1998 — Вулиці розбитих ліхтарів-2 — камео
- 1999 — Плачу вперед — Михайло Олександрович Розп'ятов
- 2000 — Формула щастя
- 2001 — Ключі від смерті — телемагнат Ельпін
- 2002 — Інтимна життя (фільм-спектакль) — Ноель
- 2003 — Гра без правил — камео
- 2003 — Ідіот — поручик Келлер
- 2004 — Новорічні чоловіки
- 2004—2005 — Обережно, Задов!
- 2005 — Щасливий — журналіст Борисович
- 2005—2006 — Пісеньки мого двору (фільм-спектакль) — ведучий
- 2006 — 1-й Швидкий
- 2006 — Веселі сусіди — епізод
- 2006 — Ви не залишите мене — батько Верочки
- 2007 — Повернення мушкетерів або Скарби кардинала Мазаріні — д'Артаньян
- 2008 — Золота рибка — старий
- 2009 — Золотий ключик — папа Карло
- 2009 — Тарас Бульба — Мусій Шило
- 2009 — Людина з бульвару КапуциноК — орний Джек
- 2010 — Марківна. Перезавантаження. — вовк
- 2011 — Петро Перший. Заповіт — князь Дмитро Кантемір
- 2012 — Червона шапочка — король
- 2013 — Три богатиря — Д'Артаньян
- 2013 — Шерлок Холмс — інспектор Лестрейд
- 2015 — Найкращий день! — Геннадій, батько Васютіна
- 2016 — Чорна кішка — Віктор Аркадійович, батько Андрія
- 2017 — Гардемарини-1787 — Бриль

## Санкції
У серпні 2015 року СБУ внесла Боярського до списку діячів культури, дії яких створюють загрозу національній безпеці України
З кінця березня 2022 року заборонено в'їзд до Латвії на невизначений термін через підтримку вторгнення Росії в Україну і виправдання "російської агресії"
19 жовтня 2022 року внесений до санкційних списків України проти осіб "які публічно закликають до агресивної війни, виправдовують і визнають законною збройну агресію РФ проти України, тимчасову окупацію території України". Санкції передбачають блокування активів, повне припинення комерційних операцій, зупинку виконання економічних і фінансових зобов'язань.
3 лютого 2023 року внесений до санкційного списку Канади, як причетний до поширення російської "дезінформації та пропаганди"
9 жовтня 2022 року Боярський доданий до санкційного списку України.